# 黄埔大道駅
座標: 北緯23度7分45.4秒 東経113度19分8.6秒 / 北緯23.129278度 東経113.319056度
黄埔大道駅（こうほだいどうえき）は、中華人民共和国広東省広州市天河区に位置する珠江新城新交通システム線の駅である。計画時の名称は黄埔大道西駅、市民広場駅。

## 歴史
- 2010年11月8日 - 開業。[2]

## 隣の駅
広州地下鉄
■珠江新城新交通システム線
天河南駅 - 黄埔大道駅 - 婦児中心駅
==